# Bebearia goodii
Bebearia goodii är en fjärilsart som beskrevs av Holland 1886. Bebearia goodii ingår i släktet Bebearia och familjen praktfjärilar. Inga underarter finns listade i Catalogue of Life.